# Коболчин
Коболчи́н (укр. Коболчин) — село в Сокирянской городской общине Днестровского района Черновицкой области Украины.
До 2020 года входило в Сокирянский район.
Население по переписи 2001 года составляло 2355 человек. Почтовый индекс — 60231. Телефонный код — 803779. Код КОАТУУ — 7324084501.

## Известные жители
- Ротарь, Василий Яковлевич — Герой Социалистического Труда